# Shōjo Comic
Shōjo Comic (jap. 少女コミック, auch Shōkomi, Shōcomi oder Sho-Comi) ist ein japanisches Manga-Magazin, das sich an ein jugendliches weibliches Publikum richtet und daher zur Shōjo-Kategorie gezählt wird. Das Magazin erscheint seit 1968 beim Verlag Shogakukan. Nach zunächst monatlicher Veröffentlichung kam es von 1969 bis 1970 zweimal im Monat heraus und wurde danach wöchentlich veröffentlicht. Seit 1978 erscheint Shōjo Comic wieder mit zwei Ausgaben pro Monat.

## Serien (Auswahl)
- Alice 19th von Yuu Watase
- Anatolia Story von Chie Shinohara
- Ayashi no Ceres von Yuu Watase
- Blau – Wie Himmel, Meer und Liebe von Kozue Chiba
- Boku wa Imōto ni Koi o Suru von Kotomi Aoki
- Fushigi Yuugi von Yuu Watase
- Fushigi Yuugi Genbu Kaiden von Yuu Watase
- Georgie von Yumiko Igarashi
- Hab dich lieb, Suzuki-kun!! von Gō Ikeyamada
- Honey × Honey Drops von Kanan Minami
- Kaze to Ki no Uta von Keiko Takemiya
- Love Celeb von Mayu Shinjo
- Moe Kare!! von Gō Ikeyamada
- Shishunki Miman von Yuu Watase
- Starlight Dreams von Miwako Sugiyama
- Virgin Crisis von Mayu Shinjo
- Yami no Purple Eye von Chie Shinohara